# Andrew Knoll

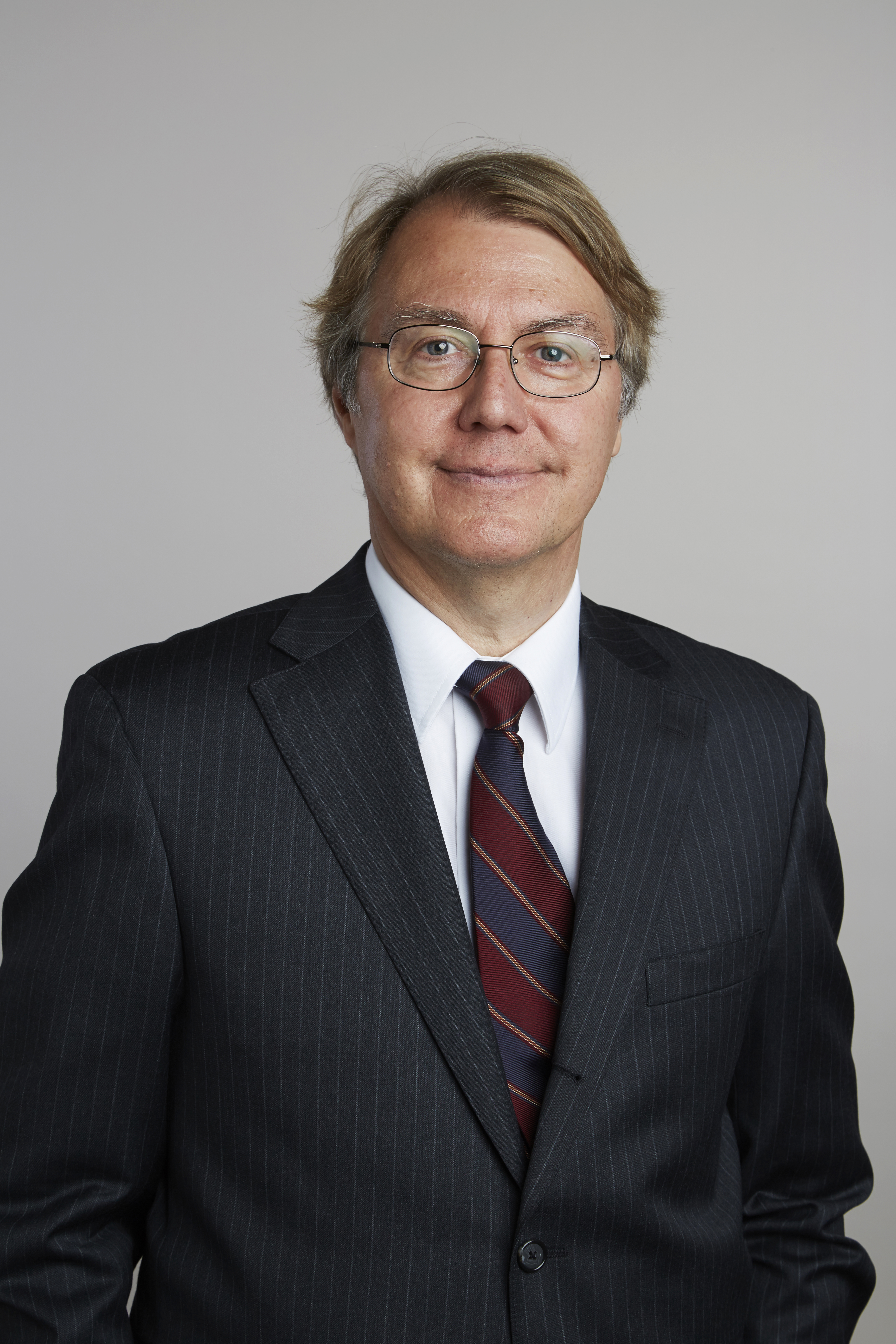
Andrew Knoll, Mitglied der Royal Society

Andrew Herbert Knoll (* 1951 in West Reading, Berks County) ist ein US-amerikanischer Planetologe und Paläontologe. Er hält die Fisher-Professur für Naturgeschichte und ist Professor der Geowissenschaften und Planetologie (Earth and Planetary Sciences) an der Harvard University. Außerdem ist er Kurator der paläobotanischen Sammlung der University.

## Leben
Knoll graduierte 1973 als Bachelor of Arts an der Lehigh University. 1977 erlangte er den akademischen Grad des Ph.D. an der Harvard University mit einer Arbeit über die Paläontologie des Archaikums und frühen Proterozoikums (Studies in Archean and Early Proterozoic Paleontology). Knoll unterrichtete fünf Jahre am Oberlin College, bevor er 1982 als Professor nach Harvard zurückkehrte.
Bekannt wurde Knoll durch seine Arbeiten über präkambrische Mikrofossilien und die Verwendung stabiler Isotope bei der Alterszuordnung von Gesteinsschichten (stratigraphische Korrelation). Weitere Forschungsgebiete sind die Geobiologie, die Paläobotanik und die planetare Entwicklung des Mars.

## Preise und Ehrungen
1987 erhielt er den Charles Schuchert Award der Paleontological Society als vielversprechender Paläontologe unter 40 und im gleichen Jahr die Charles Doolittle Walcott Medal der National Academy of Sciences. Seit 1996 ist er Ehrendoktor der Universität Uppsala. 2005 wurde ihm die Raymond C. Moore Medal der Society of Sedimentary Geology (2008) sowie von der Paleontological Society die Paleontological Society Medal verliehen. 2007 zeichnete ihn die Geological Society of London mit der Wollaston-Medaille aus. 2012 erhielt er die Mary Clark Thompson Medal der National Academy of Sciences, 2018 den Internationalen Preis für Biologie und 2022 den Crafoord-Preis. Für 2024 wurde Knoll die Penrose-Medaille der Geological Society of America zugesprochen.
1987 wurde Knoll in die American Academy of Arts and Sciences gewählt, 1991 in die National Academy of Sciences, 1997 in die American Philosophical Society und 2015 als auswärtiges Mitglied in die Royal Society.

## Bücher
- 2007 – The Evolution of Primary Producers in the Sea. Falkowski, P. and A.H. Knoll, Hrsg. (Elsevier).
- 2004 – Life on a Young Planet: The First Three Billion Years of Evolution on Earth. (Princeton University Press). ISBN 0-691-12029-3 (mit dem Phi Beta Kappa Book Award ausgezeichnet)

## Wissenschaftliche Aufsätze
- N.J. Tosca, A.H. Knoll, S.M. McLennan: Water activity and the challenge for life on early Mars. In: Science. Band 320, 2008, S. 1204–1207.
- J.P Wilson, A.H. Knoll, N.M Holbrook, C.R. Marshall: Modeling fluid flow in Medullosa, an anatomically unusual Paleozoic seed plant. In: Paleobiology. Band 34, 2008, S. 472–493.
- A.H. Knoll, R.K. Bambach, J. Payne, S. Pruss, W. Fischer: A paleophysiological perspective on the end-Permian mass extinction and its aftermath. In: Earth and Planetary Science Letters. Band 256, 2007, S. 295–313.
- A. Tomitani, A.H. Knoll, C.M. Cavanaugh, T. Ohno: The evolutionary diversification of cyanobacteria: molecular phylogenetic and paleontological perspectives. In: Proceedings of the National Academy of Sciences, USA. Band 103, 2006, S. 5442–5447.
- A.H. Knoll, E.J. Javaux, D. Hewitt, P. Cohen: Eukaryotic organisms in Proterozoic oceans. In: Philosophical Transactions of the Royal Society, London. 361B, 2006, S. 1023–1028.
- S. Squyres, A.H. Knoll: Outcrop geology at Meridiani Planum: Introduction. In: Earth and Planetary Science Letters. Band 240, 2005, S. 1–10.
- A.H. Knoll, M.R. Walter, G.M. Narbonne, N. Christie-Blick: A New Period for the Geologic Time Scale. In: Science. Band 305, 2004, S. 621.
- A.D. Anbar, A.H. Knoll: Proterozoic ocean chemistry and evolution: a bioinorganic bridge? In: Science. Band 297, 2002, S. 1137–1142.
- A.H. Knoll, S.B. Carroll: The early evolution of animals: Emerging views from comparative biology and geology. In: Science. Band 284, 1999, S. 2129–2137.
- A.H. Knoll: The early evolution of eukaryotic organisms: a geological perspective. In: Science. Band 256, 1992, S. 622–627.